# Zoosemiotik
Die Zoosemiotik [ˈʦo.o-, nicht: ʦoː-] (griechisch von zoon: „Tier“ und Semiotik als allgemeiner Lehre der Zeichen) untersucht, wie Tiere Zeichen bilden und verwenden.

## Einordnung des Fachgebietes
Die Zoosemiotik erforscht Kommunikationssysteme der Tiere wie etwa Tiersprachen und Primatensprache. Im Gegensatz zur Zoosemiotik beschäftigt sich die Anthroposemiotik ausdrücklich mit menschlichen Kommunikationssystemen.
Die Humansemiotik untergliedert sich wiederum in zwei Teilgebiete: Der anthroposemiotische Zweig untersucht die Sprache und die zoosemiotische Fachrichtung beschäftigt sich mit paralinguistischen, proxemischen, nonverbalen und anderen Ausdruckssystemen. Da die Zoosemiotik von Forschungen in Biologie und Verhaltensforschung abhängig ist, ist sie lediglich bedingt als Forschungsgegenstand der Linguistik anzusehen.

## Forschungsgebiete
Thomas Sebeok prägte 1969 für analytische Zwecke drei sich überschneidende Forschungsgebiete: neben Zoosyntax und Zoosemantik, auch die Zoopragmatik, die sich mit der Art und Weise befasst, in der ein Tier eine Nachricht encodiert, wie diese in einen Kanal überführt wird und wie der Kommunikationspartner sie decodiert.

## Disziplinen
Die Zoosemiotik umfasst drei Forschungsschwerpunkte:
- Die Zoosemantik (griechisch: zum Zeichen gehörig) beschäftigt sich mit der Bedeutung von animalischen Zeichen und deren Objektbeziehung.
- Die Zoosyntax (griechisch: Zusammenordnung) wiederum erforscht die raumzeitliche Situierung von Zeichen in der Tierwelt sowie die Regeln, nach denen die Zeichen kombiniert werden.
- Die Zoopragmatik (griechisch: Handlung) untersucht die einzelnen Faktoren, Bedingungen und Wirkungen des Zeichengebrauchs von Tieren.

Die Zoopragmatik untersucht verschiedene semiotische Aspekte der Beziehung zwischen dem Tier und seiner Umwelt. 
Elemente der zoopragmatischen Kommunikation sind:
1. Chemische Kommunikation: Geschmack- und Geruchssinn (z. B. Pheromone) haben den Vorteil gegenüber den akustischen Signalen, da sie permanent sind[3]
2. Taktile (Berührung), thermische und elektrische Signale[3]
3. Akustische Kanäle werden über Wasser oder Luft genutzt, aber auch nonvokale Signale werden erzeugt (Schlaggeräusche, indem gegen etwas geklopft wird, kammartige Organe aneinander reiben oder durch die Vibration von Membranen)[3]
4. Visuelle Kommunikation: Jack Parker Hailman unterschied 1977  visuelle Signale in extrinsische (z. B. Laubenvögel dekorieren ihre Nester) sowie intrinsische, die in der Körperform oder dem Verhalten der Tiere liegen.[3]

Weitere zoopragmatische Beispiele:
- Honigbienen: Das sogenannte Schwänzeltanz-Verhalten der Bienen ist ein Beispiel für eine komplexe Form der tierischen Kommunikation. Die Art und Weise, wie Bienen miteinander interagieren, um Futterquellen anzuzeigen, ist ein klassisches Beispiel für zoopragmatisches Verhalten.[4]
- Fische, die eine "Elektrokommunikation" nutzen.[5]

## Kommunikationstypologie
Die animalische Kommunikation gliedert sich in mehrere Typen:
- Ist ein Lebewesen zugleich Sender und Empfänger einer Nachricht, so handelt es sich um Autokommunikation (auch: Propriozeptive Kommunikation). Beispielhaft ist die Echoortung bei Walen, Delphinen und Fledermäusen.
- Interspezifische Kommunikation erfolgt zwischen Tieren verschiedener Arten, wie etwa bei Parasitismus, Mimikry, Symbiosen sowie bei Aggressions- und Verteidigungsritualen.

- Kommunizieren Tiere einer Art miteinander, dann ist das intraspezifische Kommunikation. Intraspezifische Kommunikation kann nur dann gelingen, wenn alle Beteiligten denselben Code verwenden und die gleichen Regeln anwenden. Die Kenntnis von Code und Regeln kann angeborenes Vermögen von Geburt an sein, eine trainierte angeborene Disposition, welche trainiert wurde oder erlernt.
  - Verläuft die intraspezifische Kommunikation nur in eine Richtung vom Sender zum Empfänger, dann handelt es sich um unidirektionale Kommunikation. Bienen wiederum tanzen, um ihren Artgenossen die Position einer Futterquelle mitzuteilen. Auch die getanzte Nachricht verläuft unidirektional, weil der Tanz keine zeichenhafte Reaktion bei anderen Bienen auslöst, sondern eine praktische Reaktion hervorruft.
  - Im Gegensatz zur unidirektionalen Kommunikation steht die symmetrische Kommunikation, welche potenzielle Möglichkeiten der Dialogfähigkeit aufzeigt. Beispielhaft ist das Verhalten von Hunden während des Rituals zur Kontaktaufnahme.

Der Inhalt des tierischen Signals ist oft mehrdeutig und abhängig vom jeweiligen Kontext. Der Stand der Sonne spielt eine wichtige Rolle für die von Bienen übermittelten Angaben von Entfernung und Richtung der Futterquelle. Signifikanz haben kann auch die relative Position der interagierenden Tiere untereinander oder die relative Position im Wahrnehmungsfeld. So kann die Distanz zu anderen Artgenossen, zur Nahrungsquelle, zum Bau oder zum Nest den Inhalt der Nachricht beeinflussen.

## Unterschied zur menschlichen Kommunikation
Tierische und menschliche Kommunikation unterscheiden sich wesentlich voneinander. Der tierischen Kommunikation fehlt die Möglichkeit der doppelten Gliederung. Zudem sind Tiere nicht in der Lage zu metasprachlicher oder reflexiver Kommunikation, da ihre Kommunikation situationsgebunden ist. Überdies ist die animalische Dialogfähigkeit nur rudimentär ausgebildet.
Charles Hockett hat 1963 insgesamt 16 Merkmale (design features) zur Bestimmung der Eigenheiten menschlicher und tierischer Kommunikation herausgearbeitet. Das Modell von Hockett hat William Thorpe 1972, abgesehen von leichten Abweichungen, bestätigt. Thorpe untersuchte dabei neun Tierarten und drei humane Kommunikationssysteme, nämlich die Gebärdensprache amerikanischer Gehörloser, die Form der geschriebenen Sprache und paralinguistische Merkmale.